# جواش (مرند)
جواش هي قرية في مقاطعة مرند، إيران. عدد سكان هذه القرية هو 927 في سنة 2006.